# Географія Островів Кука

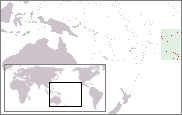
Розташування островів

Острови Кука - це автономна територія, пов’язана з Новою Зеландією і лежить в центральній південній частині Тихого океану.

## Площа та розподіл островів
Площа - 234 км²

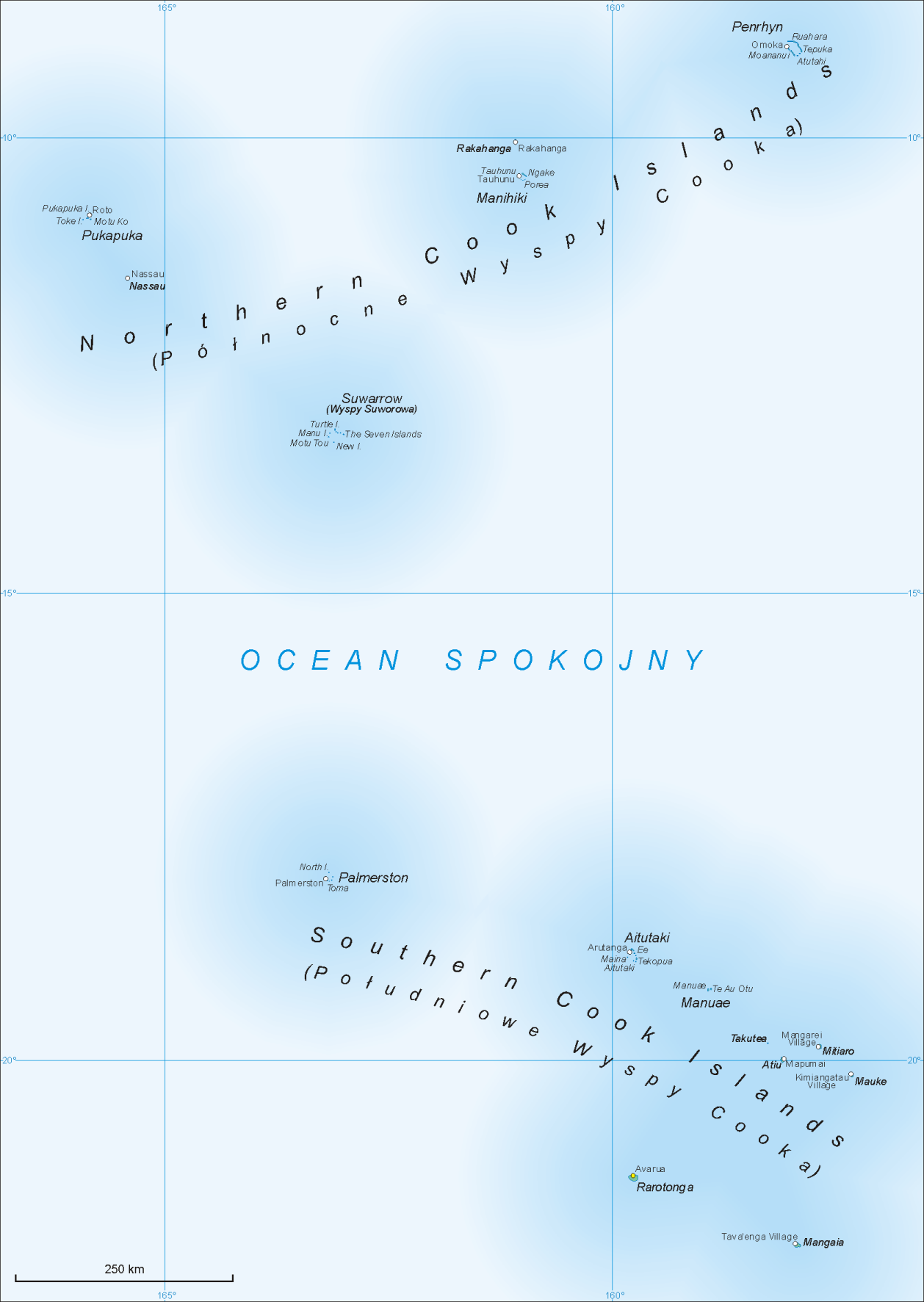
Карта островів

Острови розкинулися на великій площі Тихого океану площею 2,2 млн. Км² і лежать між 8 ° –23 ° 'пд. Ш. Та 156 ° –167 °' з.д.

## Угруповання
Острови Кука діляться на дві групи: північні та південні. Північна група складається з 8 островів: Тонгарева, Нассау, Пук Пук, Ракаханг, Пернрін, Маніхікі і Суворров. Південна група складається з 9 островів: Раротонга, мангая, Палмерстон, Атіу, Маук, Аітутакі, Мітіаро, Мануае і Такутеа. Усі острови мають низькі і переважно піщані береги і оточені кораловими рифами. Берегова лінія всіх островів слабо диверсифікована.

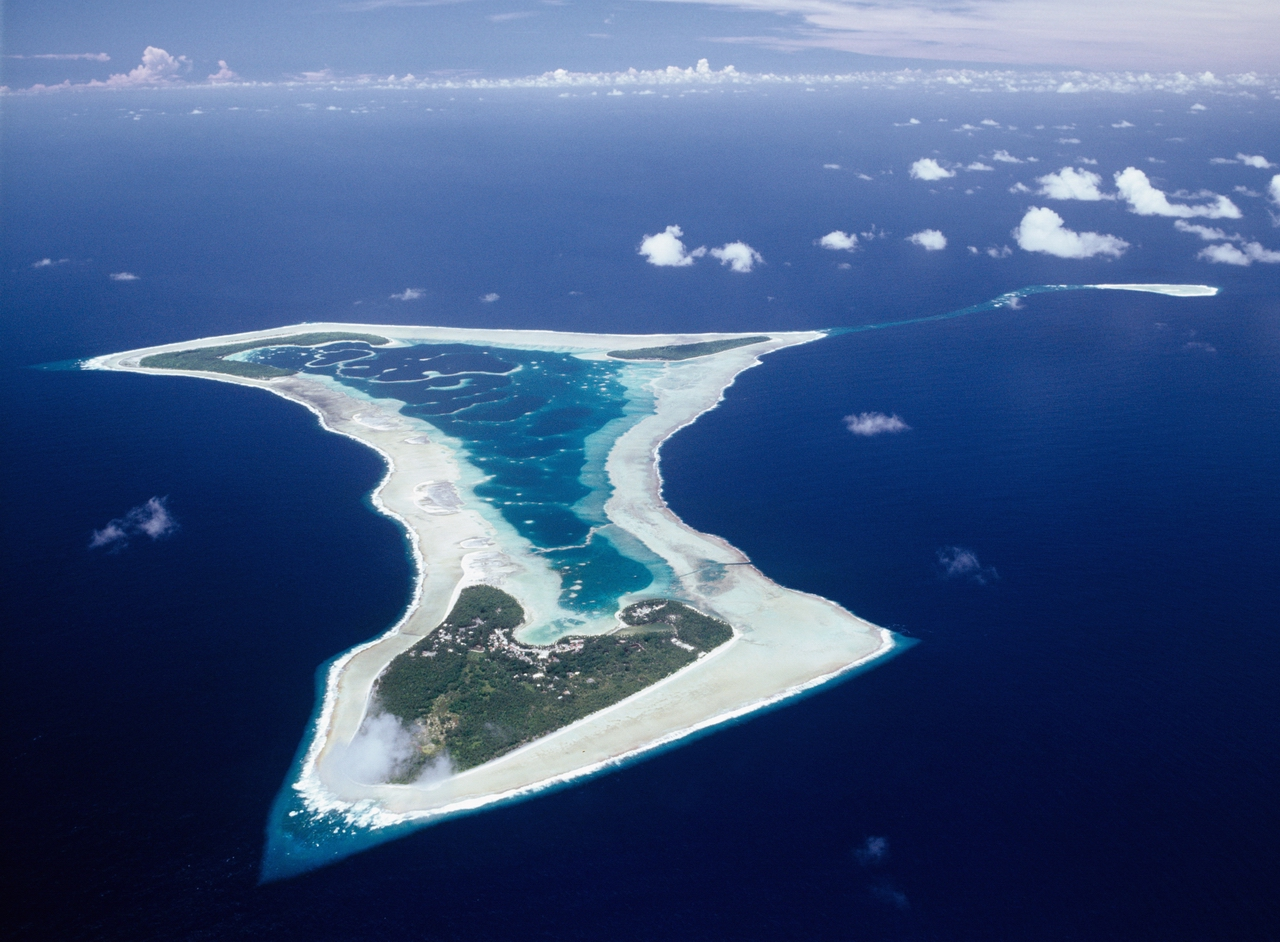
Атол Пука Пука

## Геологічна будова
Дві групи островів відрізняються з боку геології, північний архіпелаг - це коралові атоли, розташовані на підводних вулканічних конусах. Південні острови - це острови вулканічного походження.
Більшість островів є низькими. Північні острови - це коралові атоли, висота яких не перевищує 5 м над рівнем моря, а це означає, що вони мають ризик затоплення через глобальне потепління. Коралові острови, що оточують внутрішню мілководну лагуну, є рівнинними ділянками, вкритими слаборозвиненими ґрунтами. Південні острови також низькі, але середня висота становить 20-40 метрів над рівнем моря. Найбільший острів Раротонга - єдина область, що характеризується гірським ландшафтом. Низькі гори знаходяться в середньому 300-400 м. над рівнем моря, а найвища вершина Те Манга сягає 652 м над рівнем моря. Узбережжя Раротонги - це смуга вузьких прибережних низин. Острів Мангая також характеризується різноманітною топографією, але середня висота - 50–100 м над рівнем моря

## Клімат

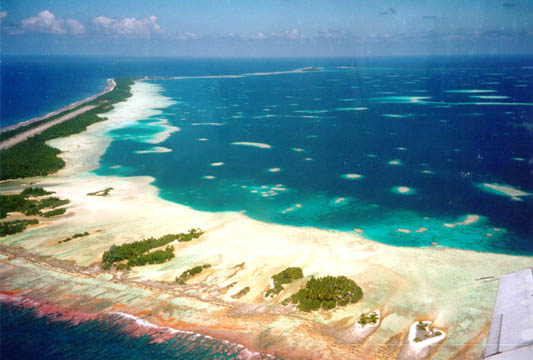
Кораловий атол Тонгарєва

Клімат островів формується пасатами, що дмуть з південного сходу, а самі острови лежать у вологому тропічному поясі. Північні острови - райони з невеликою кількістю опадів, що пов’язано з пасатами. Південні острови - вологі райони з кількістю опадів понад 2200 мм. Температура на всіх островах висока, а теплова температура в середньому 24 ° C, де добові різниці невеликі. Острови переслідують тайфуни, які завдають великої шкоди.

## Флора і фауна
Північні острови, які є атолами, характеризуються відносно бідною тропічною рослинністю. На цих островах в основному є кокосові пальми та чагарники. У багатьох місцях є піщані ділянки, позбавлені рослинності. У водах, що оточують острови, розвинулись коралові рифи, що створюють чудові умови для розвитку багатої на види морської фауни. Південні острови мають більш пишну рослинність. Особливо на гірському острові Раротонга, хоча там немає густих лісових екосистем, є численні невеликі рослинні спільноти з пишною кущовою рослинністю. Наявня кокосові пальми, папая, та багато інших.
Фауна досить багата на види, але обмежена водами океану, де серед рифів живе багато видів ракоподібних, риб та морських ссавців. На суші поширені лише птахи, переважно морські.